# Galleria di Ciampino
La galleria di Ciampino è una galleria ferroviaria del Lazio
posta lungo la ferrovia Roma-Frascati.

## Storia
La galleria venne realizzata dallo Stato Pontificio nel 1856 durante la costruzione della linea, per superare la collina di Villa Senni e la via Anagnina, e creare il collegamento diretto tra Ciampino e Frascati.
Durante la seconda guerra mondiale è stata utilizzata come nascondiglio di due giganteschi cannoni tedeschi, Krupp K5, “Robert” e “Leopold”, soprannominati dalla gente del posto il cannonissimo. Questi cannoni venivano tirati fuori dalla galleria uno alla volta per sparare, dalla stazione di Ciampino proiettili del calibro di 280 mm e del peso di circa 250 kg verso Anzio. Cessato il fuoco veniva nuovamente nascosto nella galleria. I soldati anglo-americani, che conoscevano gli effetti di questi cannoni, li chiamavano Anzio Annie e Anzio Express.

## Caratteristiche
Tuttora in funzione, è situata nel territorio comunale di Roma presso il confine dei territori dei comuni di Ciampino, Grottaferrata e Frascati.
La galleria ha sviluppo rettilineo, è lunga 284 m ed è l'unica opera particolare di ingegneria del tracciato della linea.